# Dominique Van Malder
Dominique Van Malder, né en 1976, est un acteur belge néerlandophone.

## Filmographie
- 2007 : Ben X de Nic Balthazar : l'infirmier
- 2012 : Offline de Peter Monsaert
- 2013 : Zuidflank : Quinten D'hondt (série télévisée)
- 2014 : De Behandeling de Hans Herbots
- 2015 : Belgica de Felix Van Groeningen